# Delosperma zoutpansbergense
Delosperma zoutpansbergense är en isörtsväxtart som beskrevs av L. Bol.. Delosperma zoutpansbergense ingår i släktet Delosperma, och familjen isörtsväxter. Inga underarter finns listade i Catalogue of Life.